# Бистаньо
Бистаньо (итал. Bistagno) — коммуна в Италии, располагается в регионе Пьемонт, в провинции Алессандрия.
Население составляет 1831 человек (2008 г.), плотность населения составляет 104 чел./км². Занимает площадь 18 км². Почтовый индекс — 15012. Телефонный код — 0144.
Покровителем коммуны почитается святой Иоанн Креститель, празднование 24 июня.

## Демография
Динамика населения:

## Администрация коммуны
- Официальный сайт:

## Города-побратимы
- Флавьяк (Франция)